# 維亞森欽 (亞利桑那州)
維亞森欽（英語：Viason Chin）是位於美國亞利桑那州皮馬縣的一個非建制地區。該地的面積和人口皆未知。

## 地理
維亞森欽的座標為32°00′55″N 112°17′25″W / 32.01528°N 112.29028°W，而該地的平均海拔高度為578米（即1896英尺）。